# Chris Kaeser
 (juillet 2011).
Chris Kaeser (5 mai 1973 à Sens en France) est un disc jockey français.
Il se fait connaître en France avec le titre Who's In The House qui entre en 21e position des meilleures ventes françaises en juillet 2009.

## Carrière
Chris Kaeser compose ses premiers titres dès 1988. En 1991 il sort son premier disque et produit aux côtés d'Antoine Clamaran et continue durant les années 1990 avec son neveu David Kaeser.
En 2004, Chris Kaeser effectue son retour avec une première sortie Black Widow sur Electron Records, label de Pool E Music, maison de disques fondée par Antoine Clamaran, sous son propre nom. Il sort ensuite son premier EP sur Voices Records, Nightlife EP, inclus le titre Over, n°1 sur Beatport pendant 5 semaines. Suivra Boogie Star / Harmony ainsi que plusieurs remixespour DJ Rooster & Sammy Peralta, Laurent Pautrat, Funky People et Da Hool.
De retour de la Winter Music Conference 2005 et conforté par des compliments reçus par d'autres producteurs, Chris se lance dans la création d'un label Unick Records.
Mi-2005, le premier maxi sort dans les bacs : Modulove / The Sun Is Gonna Shine est joué par de grands Djs internationaux comme Erick Morillo, Benny Benassi et Junior Jack, et se classe n°1 du DMC Dance Chart US. En novembre 2005, un 2e EP voit le jour sous le pseudonyme Shazer’K avec Mad Piano, Big Saw et No Control. La deuxième sortie sur Unick, Atomic Control coproduit avec Antoine Clamaran, est playlisté sur Radio FG. À la suite de cette sortie, Chris fait la connaissance du producteur de Robin S Show me love, le suédois StoneBridge qui remix Hey Baby et lui propose de remixer son single Rush sur le label Stoney Boy. Chris continue les séances studio et produit 15 titres dont 8 titres sur des labels de musique électronique de renommée internationale.
À la rentrée 2006, Chris fonde son label D-Track's Industry avec différentes sous-divisions (Bitrate, Evidence, In & Out, Combo Ent., Havana, Atomic et Discovery) regroupant des artistes tels que Seamus Haji, Laidback Luke, Jerry Ropero, Robbie Rivera, Hatiras, StoneBridge, Ian Carey, Laurent Wolf, Lissat & Voltaxx.
En 2007, après avoir été élu « coup de cœur » par Radio FG, il mixe sur le stand de la radio pendant le SIEL à Paris. Il produit la même année le titre I Feel Fire avec la chanteuse Linda Newman, qui lui permettra de mixer à l'étranger et d'obtenir une résidence en Pologne (le K10), ainsi qu'en France au Titan à Lyon.
En 2008, sort son single The Weekend playlisté sur Fun Radio, RTS, Contact FM et Radio Scoop. Il sera présent durant 6 semaines dans le Club 40. Puis sort Ulysse avec le vocaliste Max'C, qui a déjà chanté pour Axwell et David Guetta. Ulysse s'est placé dans le Top 10 du Buzz Chart du site DJ Buzz en France pendant plusieurs semaines. Ulysse sera licencié dans plusieurs pays, notamment sur Net'sWork en Italie et Hit! Rec. en Angleterre. Chris Kaeser sort fin 2008, une coproduction avec Van’s, Go Dancing sur le label Oxyd en Italie.
En 2009, son remix du titre Take Me There est n°1 du top 10 Beatport pendant cinq semaines. Son single Who’s In The House se place 1er du DJ Buzz Chart du site internet DJ Buzz en France et est présent pendant quinze semaines dans le haut du Club 40, licencié sur une vingtaine de pays à travers le monde, playlisté sur Fun Radio, le titre sort courant juin en single sur la major Barclay / Universal, le même que celui de Bob Sinclar, Rihanna et Akon qui entre en 21e position des meilleures ventes françaises 2009.
Début 2010, sort Back To The Rhythm en collaboration avec Max’C. Le titre arrive à la première place en deux semaines sur le classement DJ Buzz. Chris mixe également la compilation Only For DJs sortie le 1er mars en partenariat avec Radio FG et compose Go Deeper avec Erire pour l’ouverture de la Winter Music Conference et signe sur le label News (BE).
En juin sort le titre What We Gonna Do avec Max'C et Fast Eddie, un des pionners de l'Hip-House. Le titre se place en une semaine dans le Top 10 du classement général Beatport et sera licencié dans 23 pays. Puis à l'automne il produit avec StoneBridge le titre Rescue Me qui atteint le Top 10 Beatport et est signé dans le label Hed Kandi de Ministry Of Sound. À la fin de l'année 2010, il remixe pour Chuckie & Hardwell, Robbie Rivera et Steve Forest.
En janvier 2011 il produit avec StoneBridge et Funky Junction MDF, licencié dans 18 pays et supporté par de nombreux DJ's. Côté remixes, il compose pour Spencer & Hill, Global Deejays, Niels van Gogh, DeGraft, Astroshift… En juin, sort le titre Walking Away qui se classe en seulement 3 jours n°4 du Top 10 "Progressive House" Beatport. Il remixe également le jeune compositeur Hollandais Revero puis Laidback Luke et Example et produit le titre She's Playing On You. En décembre il compose As Before qui reste 4 semaines consécutives dans le Top 10 "Progressive House" Beatport.
En 2012, Chris donne une autre dimension à son titre She's Playing On You, désormais chanté par Redd Nose & Max'C. Cette nouvelle version se classe pendant deux semaines consécutives dans le Top 10 Beatport. Dans le même temps, Chris remixe le titre Don't Throw It Away avec la chanteuse Amanda Wilson et Che Jose, et The Fear, tous deux également classés dans les meilleures ventes Beatport. Au printemps, il produit Summer All Over avec Ron Carroll et remixe le titre 1234 de Laidback Luke, Chuckie et Martin Solveig, et entame sa tournée estivale Summer All Over Tour de plus de 30 dates. Pour cette rentrée 2012, Chris sort un nouvel EP Club Taste ainsi que des remixes pour Steve « Silk » Hurley, StoneBrige et Alex Kenji.

## Discographie[1]

### Albums
- 2015 : My House [D-Tracks Industry]
- 2016 : The Beginning [D-Tracks Industry]

### Singles et EP
- 2005 : Nightlife EP [Pool E Music]
- 2005 : Boogie Star / Harmony [Pool E Music]
- 2005 : Black Widow [Pool E Music]
- 2005 : Shazer K EP [Pool E Music]
- 2006 : Mob EP [Pool E Music]
- 2006 : Back 89-92 [Pool E Music]
- 2006 : The Family EP [Blow Media]
- 2006 : Mini One [Blow Media]
- 2007 : Montpellier Of Course [Bitrate Records]
- 2007 : Nino [Avenue Recordings]
- 2007 : U Must Feel Something (avec Rita Campbell) [In & Out Recordings]
- 2007 : I Feel Fire (avec Linda Newman) [In & Out Recordings]
- 2007 : No Strangers [Blow Media]
- 2007 : 7 Up System EP [Evidence Records]
- 2007 : Emotion [Avenue Recordings]
- 2007 : Celebrate (avec Linda Newman) [In & Out Recordings]
- 2007 : Full Synchro [Blow Media]
- 2007 : Star Cruiser [Blow Media]
- 2007 : Scream (avec Nic Kat) [In & Out Recordings]
- 2007 : Algorithm 22 [Evidence Records]
- 2008 : Back 2 New Beat EP [Evidence Records]
- 2008 : Ulysse (avec Max'C) [In & Out Recordings]
- 2008 : Les Rythmes De Bourgogne EP [Atomic]
- 2008 : E Minor EP [Pool E Music]
- 2009 : The Rhythm Of The Beat [Atomic]
- 2009 : Who's In The House [Universal Music]
- 2010 : Back To The Rhythm [Universal Music]
- 2010 : Go Deeper (avec Erire) [Atomic]
- 2010 : What We Gonna Do (avec Max'C, Anita Kelsey & Fast Eddie) [In & Out Recordings]
- 2010 : Rescue Me (avec StoneBridge) [In & Out Recordings]
- 2011 : MDF (avec StoneBridge & Funky Junction) [In & Out Recordings]
- 2011 : Walking Away (avec Jonathan Mendelsohn) [In & Out Recordings]
- 2011 : She's Playing On You [In & Out Recordings]
- 2011 : As Before [Atomic]
- 2012 : Summer All Over (avec Ron Carroll) [In & Out Recordings]
- 2012 : Love Me (avec StoneBridge & Krista Richards) [Ministry Of Sound Recordings]
- 2012 : Club Taste EP [D-Tracks Industry]
- 2012 : Revolution EP [D-Tracks Industry]
- 2012 : 2013 [D-Tracks Industry]
- 2012 : Let Me Be Free (Burgundy) (avec Jay Style & Shena) [D-Tracks Industry]
- 2013 : You Got Me Moving (avec Benny Royal & Natalie Konan) [D-Tracks Industry]
- 2013 : Up EP [D-Tracks Industry]
- 2013 : Who's In The House 2013 [D-Tracks Industry]
- 2013 : South Jefferson St. (avec Julien Marques) [D-Tracks Industry]
- 2013 : Sexy People (avec Max'C) [D-Tracks Industry]
- 2013 : Funk You [D-Tracks Industry]
- 2013 : Loft Project [D-Tracks Industry]
- 2013 : When I Get That Feelin' (avec Max'C) [D-Tracks Industry]
- 2013 : Lose My Heart (avec D-Fun'k & Terri B!) [D-Tracks Industry]
- 2013 : Café De Paris (avec D-Fun'k) [D-Tracks Industry]
- 2013 : Thrill Me (avec Rita Campbell) [D-Tracks Industry]
- 2013 : Invictus (avec D-Fun'k & Dany Ortega) [D-Tracks Industry]
- 2013 : Night Feature EP [D-Tracks Industry]
- 2014 : Move To The Music (avec D-Fun'k & Charles Salter) [D-Tracks Industry]
- 2014 : Streamer (avec D-Fun'k) [Protocol Recordings]
- 2014 : The Future (avec Foremost Poets) [D-Tracks Industry]
- 2014 : Youngtimers (avec D-Fun'k) [D-Tracks Industry]
- 2015 : My Dirty Music [D-Tracks Industry]
- 2015 : Everybody 4 Paris [D-Tracks Industry]
- 2017 : Let's Groove Tonight EP [D-Tracks Industry]
- 2018 : The Groove Is In Your Heart [D-Tracks Industry]
- 2019 : Making Love (avec Chris Burke) [D-Tracks Industry]
- 2019 : I Give Love (avec L Newman) [Whore House]
- 2021 : My Way [Space Party]
- 2021 : Keep On Running (avec Kalye) [Space Party]
- 2022 : All Alone [Space Party]

### Remixes
- 2005 : Laurent Pautrat - Circonstances (Chris Kaeser Remix) [Pool E Music]
- 2005 : DJ Rooster & Sammy Peralta - Shake It (Chris Kaeser Remix) [Juicy Music]
- 2006 : Antoine Clamaran - Keep On Tryin' (Chris Kaeser Remix) [Pool E Music]
- 2006 : Stephan M - Forever Mine (Chris Kaeser Remix) [Club News Records]
- 2006 : Jacques Bauer - Grade A Bitch (Chris Kaeser Remix) [Blow Media]
- 2007 : Lou Vegas & Jeff Man - Fuck You (Chris Kaeser Remix) [Evidence Records]
- 2007 : Stephan M & Samy K - Right Wrong (Chris Kaeser Remix) [Club News Records]
- 2007 : Dim Chris & Alexander Perls - Because Of U (Chris Kaeser Remix) [In & Out Recordings]
- 2007 : Shazer'K - The Bass Kick (Chris Kaeser & Van's Remix) [Evidence Records]
- 2007 : Fred Pellichero - Planet Rock (Chris Kaeser Remix) [Bitrate Records]
- 2007 : Dave Armstrong - Make Your Move (Dare Me) (Chris Kaeser Remix) [Boss Recordings]
- 2007 : The Henchmen & BB Law - Women (Chris Kaeser Remix) [In & Out Recordings]
- 2007 : Laurent Delkiet - Night Projects (Chris Kaeser Edit) [Discovery Records]
- 2007 : StoneBridge - You Don't Know (Chris Kaeser Remix) [Stoney Boy Music]
- 2007 : Matty Menck feat. Mel Tric - Heart Of Glass (Chris Kaeser Remix) [Evidence Records]
- 2007 : DJ Fist - The Morning After (Chris Kaeser Remix) [Dirty Talk Recordings]
- 2007 : Erick Lahm - On Air (Chris Kaeser Edit) [Discovery Records]
- 2007 : Christian Sims & John Revox feat. John Louly - Holiday (Chris Kaeser Remix) [Diamond Recordz]
- 2008 : Joss Dominguez - Lift Me Up (Chris Kaeser Remix) [Combo Entertainment]
- 2008 : D.O.N.S. & DBN feat. Kadoc - The Nighttrain (Chris Kaeser Orient Express Remix) [Kingdom Kome Cuts]
- 2008 : Hatiras - Bass Monkeys (Chris Kaeser Remix) [Hatrax Records]
- 2008 : Lissat & Voltaxx - Like Dis Like Dat (Chris Kaeser Remix) [Bitrate Records]
- 2008 : Royal Gigolos - Girls Just Wanna Dance (Chris Kaeser Remix) [Dos Or Die Records]
- 2008 : Julien Creance - Dig Yourself (Chris Kaeser Remix) [Combo Entertainment]
- 2008 : StoneBridge - Close To Heaven (Chris Kaeser Remix) [In & Out Recordings]
- 2008 : Niki Belucci - Get Up (Chris Kaeser Remix) [Kingdom Kome Cuts]
- 2008 : Sebastien Benett feat. Nic Kat - Midnight Trip (Chris Kaeser Remix) [In & Out Recordings]
- 2008 : DJ DLG feat. Reinita Nunez - Loving Moi (Chris Kaeser Remix) [Huge Records]
- 2008 : Burnett & Cooper - Heart Of You (Chris Kaeser Remix) [Kingdom Kome Cuts]
- 2008 : Franck Dona & Miamics - Shake It Up (Chris Kaeser Remix) [Combo Entertainment]
- 2008 : Whiteside & Housebrothers feat. Nathalia - I Hope (Chris Kaeser Remix) [Combo Entertainment]
- 2008 : Van's - South Mission (Chris Kaeser Remix) [Havana Records]
- 2008 : Chanel & Mathieu Zibbu - I Need Your Love (Chris Kaeser Remix) [In & Out Recordings]
- 2008 : Franck Dona & Dan Marciano - Losing My Religion (Chris Kaeser Remix) [Royal Flush]
- 2008 : Kim Jofferey & Natalie Konan - Take Me There (Chris Kaeser Remix) [Carbon14]
- 2009 : DJ Master - Conscience (Chris Kaeser Remix) [Havana Records]
- 2009 : Dootage - Link (Chris Kaeser Remix) [Bitrate Records]
- 2009 : Mowgli - Pa Po Pon (Chris Kaeser Remix) [Juicy Music]
- 2009 : Da Groove Doctors feat. Audio Sol - Movin' (Chris Kaeser Remix) [SolTrenz Records]
- 2009 : Franck Dona & Dan Marciano - Human Rights (Chris Kaeser Remix) [Royal Flush]
- 2009 : Candy Williams & Whiteside - Love Will Keep Us Together (Chris Kaeser Remix) [Milk & Sugar]
- 2009 : Yeniloca & Club 84 - Parisienne (Chris Kaeser Remix) [In & Out Recordings]
- 2009 : Clubworxx & Jerry Ropero feat. Mr Mike - Put Your Hands Up In The Air (Chris Kaeser Remix) [Nervous Records]
- 2009 : Hell-Ektrik - Jaheira (Chris Kaeser Remix) [Bitrate Records]
- 2009 : Dootage - You & Me (Chris Kaeser Remix) [Bitrate Records]
- 2009 : Gnewkow & Norm - Chicago (Chris Kaeser Remix) [Caballero Recordings]
- 2009 : Laidback Luke - I Need Your Loving (Chris Kaeser Remix) [In & Out Recordings]
- 2010 : Gregor Salto feat. Chappell - Your Friend (Chris Kaeser Remix) [G-Rex Music]
- 2010 : Nick Fiorucci feat. Trust - All About You (Chris Kaeser Remix) [Hi-Bias Records]
- 2010 : Pete Tha Zouk, Abigail Bailey & Mastercris - I Am Back Again (Chris Kaeser Remix) [Vidisco]
- 2010 : StoneBridge & Tamara Fom Flash Republic - Trip'En (Chris Kaeser Remix) [Stoney Boy Music]
- 2010 : Sidney Samson feat. Lady Bee & Bizzey - Let's Go (Chris Kaeser Remix) [Ultra]
- 2010 : Makhno Project - How I Want To Touch Stars (Chris Kaeser Remix) [Planeta Mix Records]
- 2010 : StoneBridge & DaYeene - The Morning After (Chris Kaeser Remix) [Stoney Boy Music]
- 2010 : Laidback Luke feat. Jonathan Mendelsohn - Till Tonight From (Chris Kaeser Remix) [In & Out Recordings]
- 2010 : Matt Aubrey & Holevar - Epic Night (Chris Kaeser Welcome To Detroit Remix) [Discovery Records]
- 2010 : Steve Forest vs. X-Static - I'm Standing (Chris Kaeser Remix) [Do It Yourself]
- 2010 : Michael Mind Project feat. Mandy Ventrice & Carlprit - Delirious (Chris Kaeser Remix) [Glamara Records]
- 2010 : Chuckie & Hardwell feat. Ambush - Move It 2 The Drum (Chris Kaeser Remix) [Dirty Dutch Music]
- 2010 : Robbie Rivera feat. Lizzie Curious - Departures (Chris Kaeser Remix) [Black Hole Recordings]
- 2011 : Degraft - Am I Dreaming (Chris Kaeser Remix) [Onelove]
- 2011 : Spencer & Hill - Can't Stop The World (Chris Kaeser Remix) [Bazooka Records]
- 2011 : AstroShift feat. Krista Richards - Tonight (Chris Kaeser Remix) [Stoney Boy Music]
- 2011 : Laurent Delkiet feat. Jenna Donnelly - Taking Me Over (Chris Kaeser Remix) [In & Out Recordings]
- 2011 : Revero & C6 feat. Colonel Red - I'll Be Alright (Chris Kaeser Remix) [In & Out Recordings]
- 2011 : Laidback Luke vs. Example - Natural Disaster (Chris Kaeser Remix) [In & Out Recordings]
- 2012 : Dominatorz & Bassmonkeys feat. Amanda Wilson - Don't Throw It Away (Chris Kaeser Remix) [Ego]
- 2012 : Matt Hewie feat. Ronnie - Caribbean Queen (Chris Kaeser Re-Edit) [Atomic]
- 2012 : Quentin Mosimann - Fuckin' DJ (Chris Kaeser & StoneBridge Remix) [Serial Records]
- 2012 : Che Jose feat. Elephant Pilot - The Fear (Chris Kaeser Remix) [Armada Zouk]
- 2012 : StoneBridge, Matt Joko & Jonathan Mendelsohn feat. Crystal Waters - Standing In Your Ways (Chris Kaeser Remix) [Armada Zouk]
- 2012 : Alex Kenji & NDKJ feat. Marga Sol - Not That Kind Of Girl (Chris Kaeser Remix) [Hotfingers]
- 2012 : Steve "Silk" Hurley - Jack Your Body (Chris Kaeser & StoneBridge Remix) [S&S Records]
- 2012 : Orlow feat. Terri B! - Sunset To Sunrise (Madness) (Chris Kaeser Remix) [D-Tracks Industry]
- 2013 : David Jones - Rhythm Alive (Chris Kaeser Remix) [Starlight]
- 2013 : Hit Noize - Shock (Chris Kaeser Edit) [D-Tracks Industry]
- 2013 : Television - La Chance (Chris Kaeser & D'Fun'k Remix) [D-Tracks Industry]
- 2013 : ADDK - Tribute (Chris Kaeser Mode CK Remix) [D-Tracks Industry]